# Gabriel Sîncrăian
Gabriel Sîncrăian (Cluj-Napoca, 21 de diciembre de 1988) es un deportista rumano que compite en halterofilia.
Participó en dos Juegos Olímpicos de Verano, en los años 2012 y 2016, obteniendo una medalla de bronce en Río de Janeiro 2016, en la categoría de 85 kg; medalla que perdió posteriormente por dopaje.
Ganó dos medallas en el Campeonato Europeo de Halterofilia, plata en 2016 y bronce en 2012.

## Palmarés internacional
| Juegos Olímpicos   | Juegos Olímpicos        | Juegos Olímpicos  | Juegos Olímpicos |
| Año                | Lugar                   | Medalla           | Categoría        |
| ------------------ | ----------------------- | ----------------- | ---------------- |
| 2016               | Río de Janeiro (Brasil) | DSC               | 85 kg            |
| Campeonato Europeo |                         |                   |                  |
| Año                | Lugar                   | Medalla           | Categoría        |
| 2012               | Antalya (Turquía)       | Medalla de bronce | 85 kg            |
| 2016               | Førde (Noruega)         | Medalla de plata  | 85 kg            |